# Botanický ústav Akademie věd České republiky
Botanický ústav AV ČR, v. v. i., je veřejná výzkumná instituce, součást Akademie věd České republiky. Zabývá se vědeckým výzkumem vegetace na úrovni organizmů, populací, společenstev a ekosystémů. Jeho hlavním sídlem je Průhonický park a Průhonický zámek v Průhonicích u Prahy, má vědecká pracoviště v Brně a Třeboni.

## Historie
Počátky Botanického ústavu ČSAV spadají do roku 1954, kdy byla 1. ledna založena Geobotanická laboratoř ČSAV. Jejím vedoucím byl geobotanik Rudolf Mikyška. Botanický ústav ČSAV pak vznikl sloučením geobotanických laboratoří v Průhonicích a v Brně (založené v 1. dubna 1955), a sice k 1. lednu 1962 usnesením 21. zasedání prezidia Československé akademie věd ze dne 20. 12. 1961. Prvním ředitelem botanického ústavu se stal Slavomil Hejný, který ústav řídil až do roku 1990. Od roku 1990 byli řediteli R. Neuhäusl (1990–1991), J. Štěpánek (1991–1995), F. Krahulec (1995–2003), J. Kirschner (2003–2012), M. Vosátka (2012–2017) a J. Wild (od 2017 dosud).
Původním cílem průhonického pracoviště bylo sestavení Geobotanické mapy Českých zemí; brněnské pracoviště se zaměřilo na široce pojatý regionální výzkum jižní Moravy. Členové brněnského pracoviště se však rovněž zapojili do geobotanického mapování Českých zemí. V roce 1968 se součástí ústavu stala Botanická zahrada ČSAV, která v té době byla samostatným, počtem pracovníků srovnatelným ústavem s více než 70 zaměstnanci. Průhonice byly považovány za vhodné sídlo nově se tvořícího ústavu především proto, že v zámku byl po válce soustředěn rozsáhlý herbář botanického oddělení Národního muzea, v obci byl soustředěn zemědělský a zahradnický výzkum a byl zde též známý park s cenným sortimentem dřevin. 1. července 1971 bylo v Třeboni založeno Hydrobotanické oddělení botanického ústavu, z jehož aktivit za přispění vědců jako Dagmar Dykyjová vzešel návrh na ustanovení Chráněné krajinné oblasti Třeboňsko, která byla v roce 1977 zařazena do mezinárodní sítě biosférických rezervací UNESCO.

## Současnost
V současnosti má Botanický ústav okolo 300 zaměstnanců, z toho je více než 150 vědeckých pracovníků a stážistů. 
- Velká část Botanického ústavu je soustředěna v Průhonicích. Nachází se zde většina vedení, Taxonomické oddělení, Odd. populační ekologie, Odd. ekologie invazí, Odd. mykorhizních symbióz, odd. geoekologie, Odd. evoluční biologie rostlin, Pokusná zahrada, analytická laboratoř, laboratoř molekulární biologie a bioinformatiky, laboratoř molekulární cytogenetiky a karyologie, Správa Průhonického parku, Průhonická botanická zahrada, hlavní knihovna, herbář.
- V Třeboni jsou oddělení algologie, funkční ekologie, experimentální a funkční morfologie, experimentální zahrada a genofondové sbírky, analytická laboratoř.
- V Brně sídlí oddělení vegetační ekologie, experimentální fykologie a ekotoxikologie, paleoekologie.

V ústavu pracují dvě výzkumná centra – Výzkumné centrum pro bioindikaci a revitalizaci a Centrum pro výzkum biodiverzity.
Botanický ústav Akademie věd ČR je klíčovým centrem pro studium rostlinné diverzity ČR. Koordinuje projekty jako jsou Květena České republiky, Klíč ke květeně České republiky, Pladias.cz a další. Vydává časopisy Folia Geobotanica a Botanika.
Botanický ústav je zapojen do rámcových programů Evropské unie, podílí se na zpracování vegetační mapy Evropy, flóry světa a na průzkumu Antarktidy. Spolupracuje s řadou zahraničních institucí a s předními českými a slovenskými vysokými školami.